# Josia abrupta
Josia abrupta är en fjärilsart som beskrevs av Jacob Hübner 1806/18. Josia abrupta ingår i släktet Josia och familjen tandspinnare. Inga underarter finns listade i Catalogue of Life.